# 北京市教育委员会

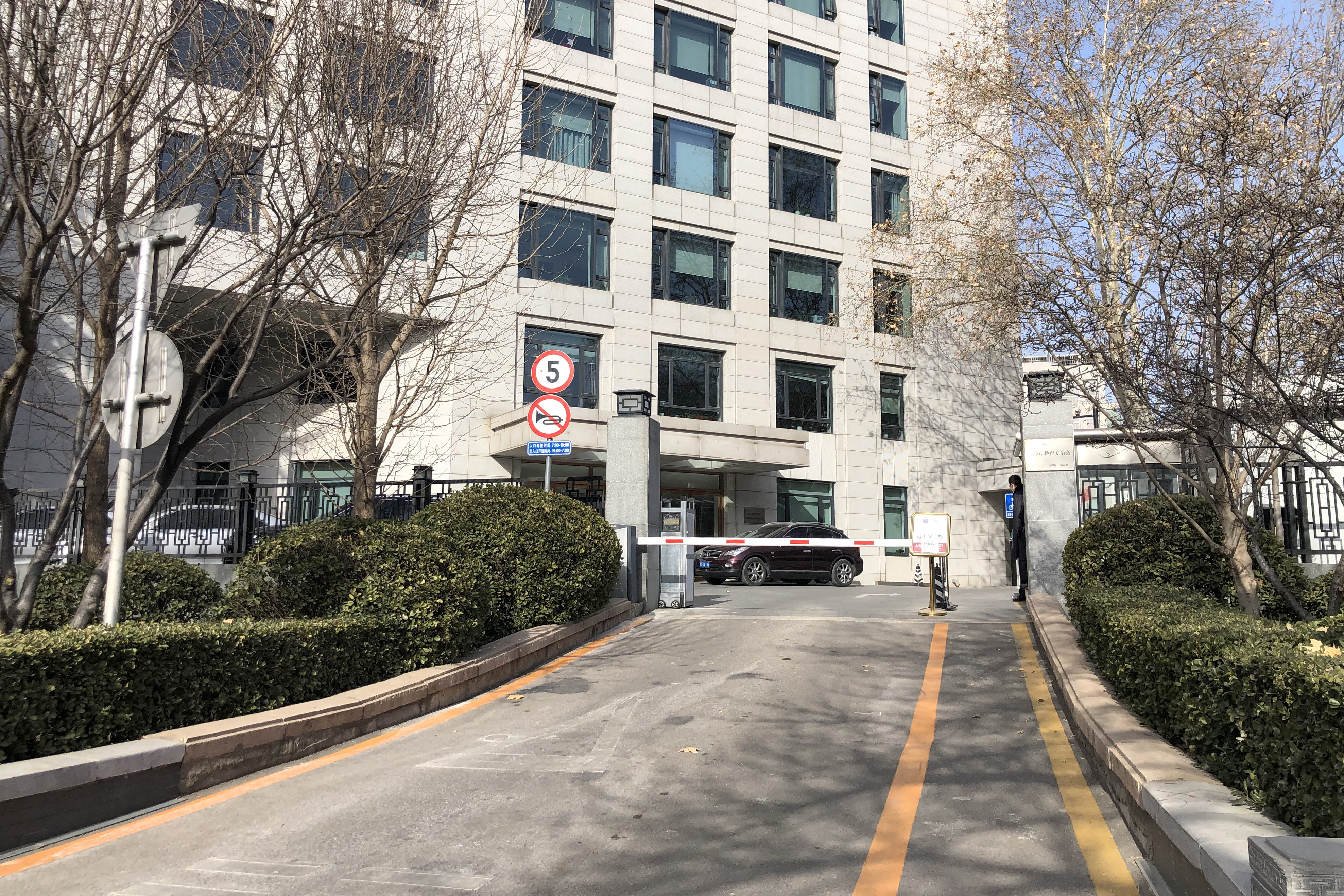
北京市教委原址

北京市教育委员会，简称北京市教委，是北京市人民政府的组成部门、主管北京市教育工作的省级教育行政部门，办公地点原先位于北京市西城区前门西大街109号，2023年末迁至通州区达济街6号院2号楼。

## 内设机构
- 政策研究与法制工作处
- 办公室（突发事件应急工作处）
- 发展规划处（功能疏解工作处）
- 基本建设处
- 学前教育处
- 基础教育一处
- 基础教育二处
- 职业教育与成人教育处
- 民办教育处
- 高等教育处
- 校外培训工作处
- 高校学生处
- 科学技术与研究生工作处（北京市学位委员会办公室）
- 体育卫生与艺术教育处
- 督政处
- 督学处
- 评估与监测处
- 教育信息化处
- 支援合作处
- 国际合作与交流处（港澳台事务及侨务工作办公室）
- 学校后勤处
- 语言文字工作处
- 审计处
- 财务处
- 人事处（师资管理办公室）
- 工会

## 直属机构
- 北京教育学院
- 北京教育科学研究院
- 北京教育考试院
- 北京开放大学
- 北京教育融媒体中心
- 北京市教工休养院
- 北京市校办产业管理中心
- 北京教育网络和信息中心（北京电化教育馆）
- 北京教育综合服务中心
- 北京市学生资助事务管理中心

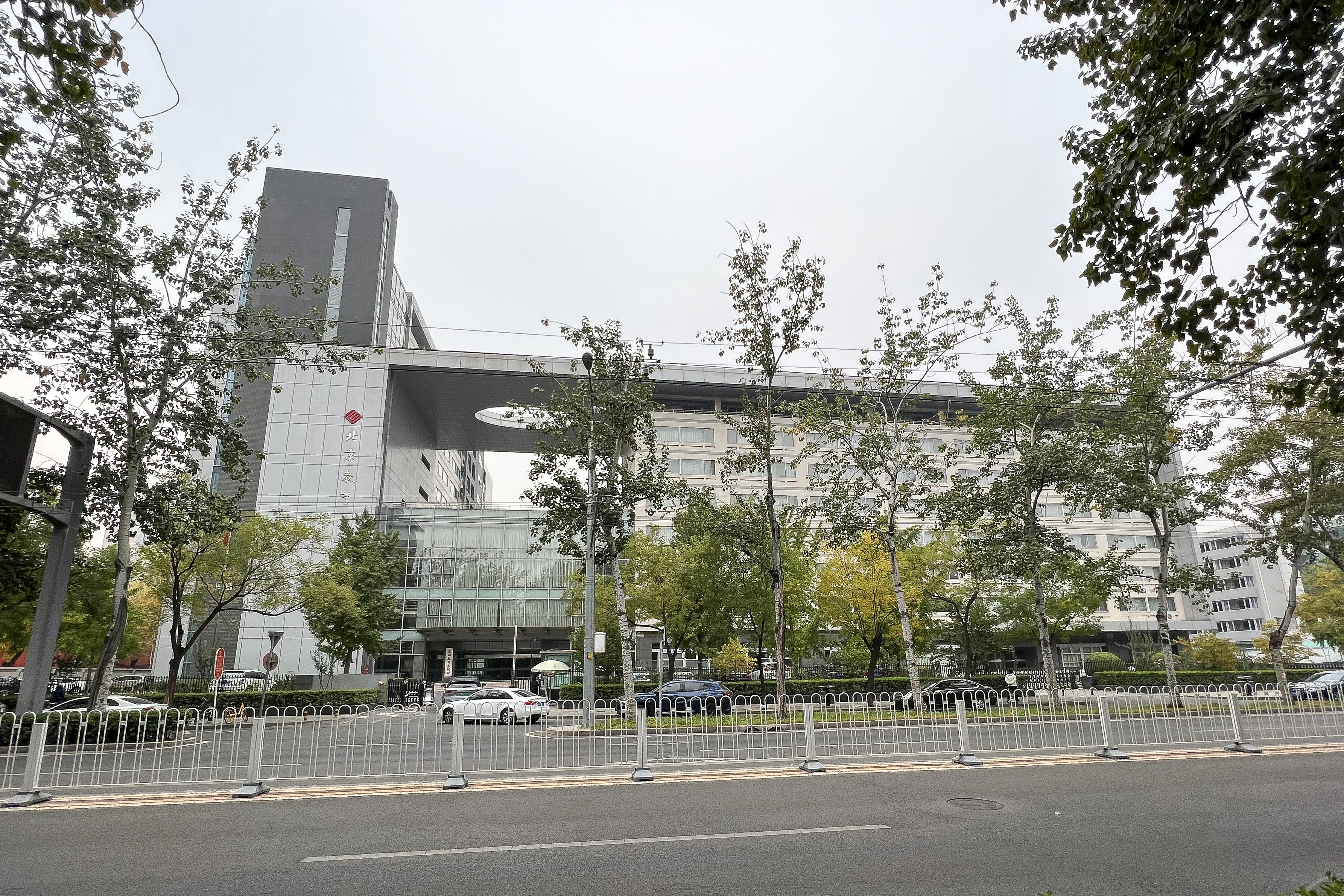
北京教育考试院

- 北京市国际教育交流中心（北京市港澳台教育交流中心、北京市汉语国际推广中心）
- 北京市教育技术设备中心
- 北京教育老干部活动中心（北京教育老干部大学、北京教育老干部党校）
- 北京教育志编纂委员会办公室
- 北京教育新闻中心
- 北京市教育系统人才交流服务中心（北京高校毕业生就业指导中心）
- 北京高校房地产开发总公司
- 北京学生活动管理中心（北京市少年宫、北京市青少年科技馆、北京教学植物园）
- 北京学校后勤事务中心
- 北京西藏中学
- 北京市盲人学校
- 北京铁路电气化学校
- 北京市自动化工程学校
- 北京金隅科技学校
- 北京学校